# New Haven (hrabstwo Hamilton)
New Haven – jednostka osadnicza w Stanach Zjednoczonych, w stanie Ohio, w hrabstwie Hamilton.